# James Caulfeild, I conde de Charlemont
James Caulfeild, I conde de Charlemont KP PC (Ire) (18 de agosto de 1728 - 4 de agosto de 1799), fue un estadista irlandés.

## Vida

### Juventud
Hijo de James Caulfeild, III vizconde de Charlemont, nació en Dublín, y sucedió a su padre como 4.º Vizconde en 1734. Su madre fue Elizabeth Bernard, hija de Francis Bernard, MP y juez del Tribunal de Pleitos Comunes (Irlanda) y Alice Ludlow. Después de la muerte de su padre, ella volvió a casarse con Thomas Adderley, y murió dando a luz en 1743 a la edad de 40 años, después del nacimiento de su hija Elizabeth, quien luego se casó con el Mayor David Ross.
El título de Charlemont descendió de Sir Toby Caulfeild (1565-1627) de Oxfordshire, Inglaterra, quien recibió tierras en Irlanda y fue creado Barón Charlemont (nombre de un fuerte en el Blackwater), por sus servicios a Rey James I en 1620. El 1er Vizconde fue el 5.º Barón (f. 1671), quien fue elevado en la nobleza por Carlos II.

### Arte y cultura
El Lord Charlemont era conocido por su amor por el arte y la cultura clásicos y pasó nueve años en el Gran Tour por Italia, Grecia, Turquía y Egipto. Prometió dinero a Giovanni Battista Piranesi para imprimir la edición de 1756 de Le antichità romane. Cuando Charlemont no proporcionó los fondos, Piranesi borró su nombre de la dedicatoria inspirado en la práctica romana de damnatio memoriae. El artista defendió su punto en Lettere di giustificazione scritte a Milord Charlemont ("Cartas de justificación escritas al Señor Charlemont") (1757). Regresó a Dublín y contrató al arquitecto escocés Sir William Chambers para remodelar su residencia principal Marino House y el singular edificio de pabellón de jardín Neoclásico adyacente, el Casino en Marino, así como para diseñar su casa urbana Charlemont House.
Su antigua casa en la calle 14 de Jervis Street fue donada al entonces incipiente Hospital de Jervis Street y se inauguró en 1796.

### Política
El Lord Charlemont es históricamente interesante por su conexión política con Henry Flood y Henry Grattan; era un hombre cultivado con gustos literarios y artísticos, y tanto en Dublín como en Londres tenía una considerable influencia social. Fue el primer presidente de la Royal Irish Academy y fue miembro de la Royal Dublin Society. Fue nombrado Custos Rotulorum del Condado de Armagh de por vida en 1760. Por varios servicios tempranos en Irlanda, fue nombrado conde en 1763, pero ignoró los favores de la corte y se unió cordialmente a Grattan en 1780 en la afirmación de la independencia irlandesa. En 1783 fue nombrado un fundador Caballero de la Orden de San Patricio.
Fue presidente de la convención voluntaria en Dublín en noviembre de 1783,

## Vida personal
En 1768, Charlemont se casó con Mary Hickman, hija de Thomas Hickman de Brickhill, Condado de Clare. Se dice que el matrimonio fue muy feliz. Tuvieron dos hijos, James y Henry.
Su media hermana, Elizabeth Adderley (nacida el 23 de mayo de 1743), fue madre de Mayor General Robert Ross.
Las algo inexactas Memorias de la Vida Política y Privada de James Caulfield, Conde de Charlemont, Caballero de San Patricio, escritas por Francis Hardy, aparecieron en 1810.